# Comparsa (Moros y Cristianos)
El concepto de comparsa en la fiesta de Moros y Cristianos es un tanto diferente al concepto de comparsa de la fiesta de carnaval. Si atendemos al origen de la comparsa, en la fiesta de Moros y Cristianos podemos comprobar que está relacionado con el concepto de compañía, ya que parte de los actos de las fiestas de moros y cristianos en su modalidad valenciana. En sus orígenes eran llevados a cabo por compañías de soldados o milicias urbanas.
Actualmente, el concepto de comparsa está claramente diferenciado del de compañía, tal y como queda reflejado en las distintas entradas de estos conceptos, tanto en el Diccionario Normativo Valenciano (oficialmente Diccionari Normatiu Valencià), como en el Diccionario de la Lengua Española.

Compañía:
Valenciano (accepció núm.10, f. HIST./MIL):conjunt d'homens armats, mercenaris, a peu o a cavall, comandats per un capità/ (accepció núm.11, f. HIST./MIL): Del segle XIII al XVIII, unitat de les milícies urbanes o rurals.
Castellano /acepción nº 5, f. Mil):unidad de infantería de ingenieros o de un servicio, mandada normalmente por un capitán y que casi siempre forma parte de un batallón

Comparsa:
Valenciano (accepció núm.4, f. ESPECT): grup de persones que, vestides o disfressades de la mateixa manera, participen en una festa pública o en una processó. (accepció núm.5, f. ETNOL): En les festes de Moros i Cristians, filada.
Castellano (acepción nº 2, f.): grupo de personas que ataviadas de forma similar, frecuentemente con intención jocosa o sarcástica, participan en una fiesta popular.

En la Comunidad Valenciana las comparsas se llaman también "filades", o "filà", en singular.
Se trata de unas entidades autónomas, regidas por unos estatutos (en los que se recoge su organización interna, compuesta como mínimo por un presidente, un secretario, un tesorero, vocales y otras funciones que, en el caso de las filades o comparsas, pueden ser cocinero, asesor musical, contratista, cronista de la filada, etc.) y que están, en la mayoría de los casos, registradas como asociaciones culturales sin ánimo de lucro. Además existen comparsas o filades tanto para el bando moro como para el cristiano.
Así, las comparsas de moros y cristianos, o filades, se constituyen como grupos de festeros que representan un aspecto, un punto histórico a través de sus atributos, vestimentas, forma de desfilar o de entender la fiesta, sus ritmos, sus acompañamientos musicales, sus bailes y coreografías... Todo trata de darles una identidad propia que además reafirman con el nombre que reciben, aunque en ocasiones se producen curiosos anacronismos, como el caso de las comparsas llamadas contrabandistas, piratas, sevillanos, toreros...
Los nombres más usuales dentro de las comparsas o filades cristianas son: contrabandistas, piratas, bandoleros, sevillanos, andaluces, cordobeses, corsarios, bucaneros, "maseros" (comparsas cristianas que reúnen a los relacionados con el mundo de la agricultura: labradores, valencianos...), templarios, garibaldinos, "espanyoletos", tonmasines, tercios, mosqueteros...
Por su parte, las comparsas o filades moras suelen denominarse: Tuaregs, Marrocs (Marrakesch, Marrakets), Veduïns i Negres ( Negres Zulues, Guàrdia Negra)...

## Historia
La primera vez que aparece el concepto de comparsa en las fiestas de Moros y Cristianos está documentada para las fiestas de Biar de 1752. Esta cita es de vital importancia para poner de relieve cambios que estaban aconteciendo en la fiesta durante el siglo XVIII, como que los alardos eran actos llevados a cabo por gente del pueblo en vez de por compañías de soldados o milicias urbanas, con lo que la fiesta perdía la adscripción militar.
En la variante valenciana de la fiesta de moros y cristianos, las comparsas se conocen con el nombre en valenciano de "filades", en singular "filada". Así queda reflejado en el Diccionari Normatiu Valencià, en el que queda reflejada la equiparación de comparsa y "filada":

filada:
2.f. ETNOL. En les festes de Moros i Cristians, conjunt de persones que participen en les desfilades sota un mateix nom i amb el mateix vestit. Una filada d'almogàvers.
3.f. ETNOL. Local social on es reunixen per a assajar i per a divertir-se els membres d'una filada.
4.f. ETNOL. En les festes de Moros i Cristians, grup de persones que desfilen muscle a muscle formant una filera al so de la música.

El origen del término "filada", según los estudiosos, está relacionado con la industria textil que era el motor económico de gran número de las localidades donde se celebraban estas típicas fiestas de la Comunidad Valenciana. Esta hipótesis se ve reforzada por el hecho de ser Alcoy ,en primer término, y un gran número de poblaciones vecinas después, las que emplearon de forma similar los términos de comparsa y filada, ganando terreno y quedándose al final como término usual filada frente a comparsa. La idea es considerar la relación existente entre el proceso manufacturero del taller textil. Así, una filada vendría a representar el conjunto de personas que forman una unidad, igual que una fila de mantas que se producían a partir de una misma "partida" de materia prima. Así, los componentes de una filada iban y formaban todos juntos e iguales. También relacionado con el mundo textil, pero haciendo hincapié en las herramientas empleadas, como la lanzadera, asimilando los hilos a los miembros de la filada, y la lanzadera al capitán de la escuadra, que los dirige para obtener un paso acompasado y rítmico, opinión defendida por Jordá Cerdá.
Otros autores consideran que el nombre de filada tiene su origen en "fila" o hilera, ya que los participantes en las fiestas desfilan codo con codo, avanzando al mismo paso, formando una recta hilera acompasada a la música que acompaña su desfile. Aunque esta hipótesis es la menos aceptada ya que históricamente la forma de desfilar ha ido evolucionando, de manera que en sus orígenes, no se desfilaba igual que en la actualidad, ya que la formación de las comparsas y su forma de desfilar por ejemplo en 1862 en Alcoy, recogido en su reglamento, era en parejas en dos filas verticales paralelas, recogido en el artículo 14, página 50v.